# Голубов, Николай Фёдорович
Николай Фёдорович Голубов (21 ноября [3 декабря] 1856, Калуга — 1943, Ялта) — терапевт, ординарный профессор и директор терапевтической клиники Московского университета.

## Биография
Родился 21 ноября (3 декабря) 1856 года. Происходил из обер-офицерских детей.
В 1877 году окончил Калужскую гимназию. Затем учился на медицинском факультете Московского университета, который окончил со степенью лекаря в 1882 году. В гимназии заинтересовался исследованиями с микроскопом и продолжал заниматься ими в студенческие годы. Посещал курс микологии В. А. Тихомирова.
На службу был зачислен со 2 апреля 1883 года; до 1886 год служил ординатором пропедевтической клиники профессора М. П. Черинова (первым в России применил окрашивание микробактерий туберкулёза по первичному способу Р. Коха), а затем в факультетской терапевтической клинике состоял ассистентом при профессоре Г. А. Захарьине, с которым позже состоял в тесных дружеских отношениях. Параллельно занимался вскрытиями под руководством И. Ф. Клейна, изучал патологическую гистологию.
В 1890 году получил степень доктора медицины за диссертацию «Клинические и бактериологические исследования над кумысом» (М.: типо-лит. т-ва И.Н. Кушнерев и К°, 1890. — [2], 144, [2] с., [3] л. ил., табл.: диагр.) и в том же году был назначен приват-доцентом, а в 1893 году — сверхштатным ординарным профессором частной патологии и терапии Московского университета. Был произведён 1 января 1910 года в чин действительного статского советника. С 1912 года, после смерти Л. Е. Голубинина, получил должность ординарного профессора и директора факультетской терапевтической клиники (1912—1916), где в 1914 году на средства оставленные Л. Е. Голубининым, организовал электрокардиографический кабинет.
В 1905 году он впервые высказал мнение, что бронхиальная астма — типичное анафилактическое состояние, развивающееся в результате поступления в кровь специфических белковых продуктов, образующихся при заболеваниях бронхов; им было дано подробное описание астмы.
В 1916 году уволился из Московского университета и вскоре переселился в Ялту. Поступил консультантом в городскую больницу, выступал с докладами, читал публичные лекции, был почётным председателем Ялтинской научной ассоциации врачей. Именем Голубова названа городская больница, медицинская библиотека при Институте им. Н. А. Семашко, была учреждена стипендия имени Голубова.
В 1941 году остался в оккупированной Ялте. Его имя использовалось немцами в русскоязычной печати в пропагандистских целях, однако сам профессор  никакой пост не принял. Скончался в 1943 году.
Автор свыше 70 научных статей и нескольких монографий по вопросам патологии и терапии внутренних органов, в их числе крупные исследования по проблемам циррозов печени, бронхиальной астмы, заболеваний суставов.
Увлекался астрономией, был одним из учредителей Московского общества любителей астрономии, почётным членом которого был затем избран.
Был награждён орденами Российской империи: Св. Станислава 2-й ст. (1899), Св. Анны 2-й ст. (1902), Св. Владимира 3-й ст. (1913). От Советского государства получил звание Заслуженный деятель науки РСФСР.